# Bons principis
Bons principis (francès: Mon chien Stupide) és una pel·lícula de comèdia francesa del 2019 dirigida per Yvan Attal i protagonitzada pel mateix Attal i Charlotte Gainsbourg. El guió, escrit per Attal, Dean Craig i Yaël Langmann, es basa en el conte homònim de la novel·la West of Rome de John Fante, publicada pòstumament el 1986. S'ha doblat al català.
La pel·lícula es va estrenar al Festival de Cinema Francòfon d'Angulema de 2019 i va ser estrenada a França per StudioCanal el 30 d'octubre de 2019. Amb data de novembre de 2022, el 80% de les deu crítiques recopilades a Rotten Tomatoes eren positives, amb una valoració mitjana de 6,5 sobre 10.

## Repartiment
- Yvan Attal com a Henri Mohen
- Charlotte Gainsbourg com a Cécile Mohen
- Ben Attal com a Raphaël Mohen
- Adèle Wismes com a Pauline Mohen
- Pablo Venzal com a Noé Mohen
- Panayotis Pascot com a Gaspard Mohen
- Éric Ruf com el professor Fréderic Mazard